# ルックトゥワイス
ルックトゥワイス（欧字名:Look Twice、2013年4月2日 - ）は、日本の競走馬。主な勝ち鞍に2019年の目黒記念。

## 経歴

### 競走馬時代
2013年4月2日、北海道安平町の追分ファームで誕生。同年のセレクトセール当歳馬市場において、飯塚知一によって3200万円（税別）で落札される。育成は追分ファームリリーバレーの平沼敏幸厩舎で行われた。当時から馬場に入るのを嫌がるなど、気性面でスタッフの手を煩わせる存在だった。
2歳10月まで牧場での育成が続けられた後、栗東・藤原英昭厩舎に入厩。3歳2月にデビューを迎えたが、ゲートに難があって敗れ、一旦牧場に戻ってゲート練習が重点的に行われた。復帰戦となる7月の未勝利戦で初勝利を挙げる。
調教でも左回りの方がコーナリングがスムーズなことから、デビュー以来、一貫して左回りを使われていた。しかし、複勝圏内には堅実に入り続けながらも勝ち切れないレースが続いた。
2018年12月のグレイトフルステークスで初めて右回りのレースに出走すると、それまでの惜敗続きから一変し、3馬身差の圧勝でオープン入りを果たした。翌年1月の日経新春杯でも後方から追い込み、グローリーヴェイズの2着に入る。
しかし、その後は日経賞6着、新潟大賞典4着と煮え切らない競馬が続く。元来エンジンのかかりが遅く、勝ち味の遅さが目立っていたが、ダミアン・レーンと初コンビを組んだ目黒記念ではペースが流れたこともあって先行馬が失速する中、大外から一気に差し切って2分28秒2の日本レコードで重賞初制覇を飾った。
その後、休養を挟んで11月のアルゼンチン共和国杯で復帰したがムイトオブリガードの4着。ランフランコ・デットーリを鞍上にGI初挑戦となった第39回ジャパンカップは10着に沈んだ。このレースを最後に引退となった。翌2020年2月19日付でJRA競走馬登録を抹消され、現役を引退。

### 引退後
引退後は乗馬となる予定であったが、気性が荒かったため乗用としての供用は断念。認定NPO法人引退馬協会による「馬と人のふれあい事業」へ供用するため栃木県宇都宮市の施設に一度預けられた後、去勢手術などを経て千葉県香取市の乗馬倶楽部イグレットに移動した。現在、同牧場で引退馬協会のフォスターホースとして繋養されている。2023年度より、引退名馬繋養展示事業の助成対象馬となった。

## 競走成績
以下の内容は、netkeiba.comの情報に基づく。
| 競走日     | 競馬場 | 競走名               | 格       | 距離（馬場）  | 頭 数 | 枠 番 | 馬 番 | オッズ （人気） | 着順 | タイム （上り3F） | 着差 | 騎手          | 斤量 [kg] | 1着馬（2着馬）         | 馬体重 [kg] |
| ---------- | ------ | -------------------- | -------- | ------------- | ----- | ----- | ----- | --------------- | ---- | ----------------- | ---- | ------------- | --------- | ---------------------- | ----------- |
| 2016.02.21 | 東京   | 3歳新馬              |          | 芝1800m（重） | 16    | 6     | 12    | 003.10（1人）   | 06着 | R1:52.8（35.7）   | -1.1 | 0M.デムーロ   | 56        | ビッシュ               | 434         |
| 0000.07.23 | 中京   | 3歳未勝利            |          | 芝2000m（良） | 13    | 8     | 16    | 003.60（2人）   | 01着 | R2:01.7（35.5）   | -0.3 | 0福永祐一     | 56        | （エディンバラ）       | 436         |
| 0000.12.18 | 中京   | 3歳上500万下         |          | 芝2200m（良） | 17    | 8     | 17    | 009.10（5人）   | 04着 | R2:14.6（35.2）   | -0.3 | 0岡田祥嗣     | 55        | ファスナハト           | 430         |
| 2017.01.21 | 中京   | 4歳上500万下         |          | 芝2200m（良） | 12    | 5     | 6     | 003.20（2人）   | 02着 | R2:15.5（35.6）   | -0.2 | 0岡田祥嗣     | 56        | アートフェスタ         | 430         |
| 0000.04.30 | 新潟   | 春日山特別           | 500万下  | 芝2000m（良） | 9     | 6     | 6     | 002.90（2人）   | 01着 | R1:58.6（35.2）   | -1.0 | 0北村友一     | 57        | （ジュンファイトクン） | 432         |
| 0000.05.28 | 東京   | 青嵐賞               | 1000万下 | 芝2400m（良） | 16    | 2     | 3     | 002.40（1人）   | 01着 | R2:23.8（34.3）   | -0.5 | 0戸崎圭太     | 57        | （ケイブルグラム）     | 434         |
| 0000.07.02 | 中京   | 木曽川特別           | 1000万下 | 芝2200m（良） | 18    | 7     | 14    | 001.80（1人）   | 02着 | R2:13.1（34.1）   | -0.0 | 0戸崎圭太     | 57        | マウントゴールド       | 430         |
| 0000.10.14 | 新潟   | 魚沼特別             | 1000万下 | 芝2000m（良） | 7     | 6     | 6     | 001.30（1人）   | 01着 | R1:58.6（33.3）   | -0.4 | 0北村友一     | 57        | （トレジャートローヴ） | 438         |
| 0000.11.04 | 東京   | ノベンバーS          | 1600万下 | 芝2000m（良） | 14    | 3     | 4     | 003.20（2人）   | 02着 | R2:00.9（33.3）   | -0.0 | 0戸崎圭太     | 56        | ストーンウェア         | 432         |
| 2018.05.12 | 東京   | 緑風S                | 1600万下 | 芝2400m（良） | 13    | 5     | 7     | 001.90（1人）   | 02着 | R2:23.2（34.2）   | -0.3 | 0戸崎圭太     | 57        | ウインテンダネス       | 446         |
| 0000.06.16 | 東京   | ジューンS            | 1600万下 | 芝2000m（稍） | 9     | 4     | 4     | 001.50（1人）   | 02着 | R2:02.9（33.5）   | -0.0 | 0戸崎圭太     | 57        | クラウンディバイダ     | 442         |
| 0000.08.18 | 新潟   | 日本海S              | 1600万下 | 芝2200m（良） | 7     | 7     | 7     | 002.30（2人）   | 03着 | R2:14.2（34.2）   | -0.2 | 0戸崎圭太     | 57        | ポポカテペトル         | 444         |
| 0000.10.08 | 東京   | 六社S                | 1600万下 | 芝2400m（良） | 13    | 8     | 12    | 002.50（1人）   | 02着 | R2:25.8（33.9）   | -0.2 | 0戸崎圭太     | 57        | ムイトオブリガード     | 440         |
| 0000.11.04 | 東京   | アルゼンチン共和国杯 | GII      | 芝2500m（良） | 12    | 6     | 8     | 004.40（2人）   | 08着 | R2:34.2（32.7）   | -0.5 | 0北村友一     | 54        | パフォーマプロミス     | 446         |
| 0000.12.22 | 中山   | グレイトフルS        | 1600万下 | 芝2500m（良） | 13    | 7     | 11    | 002.00（1人）   | 01着 | R2:32.7（35.9）   | -0.5 | 0戸崎圭太     | 57        | （フェイズベロシティ） | 448         |
| 2019.01.13 | 京都   | 日経新春杯           | GII      | 芝2400m（良） | 16    | 5     | 10    | 007.80（5人）   | 02着 | R2:26.3（36.7）   | -0.1 | 0岩田康誠     | 55        | グローリーヴェイズ     | 450         |
| 0000.03.23 | 中山   | 日経賞               | GII      | 芝2500m（稍） | 12    | 5     | 6     | 004.30（2人）   | 06着 | R2:35.0（35.3）   | -0.8 | 0戸崎圭太     | 56        | メイショウテッコン     | 448         |
| 0000.04.29 | 新潟   | 新潟大賞典           | GIII     | 芝2000m（良） | 16    | 8     | 16    | 006.20（2人）   | 04着 | R1:58.8（33.2）   | -0.2 | 0北村友一     | 55        | メールドグラース       | 442         |
| 0000.05.26 | 東京   | 目黒記念             | GII      | 芝2500m（良） | 13    | 7     | 10    | 007.30（3人）   | 01着 | R2:28.2（34.3）   | -0.2 | 0D.レーン     | 55        | （アイスバブル）       | 444         |
| 0000.11.03 | 東京   | アルゼンチン共和国杯 | GII      | 芝2500m（良） | 13    | 4     | 5     | 005.10（3人）   | 04着 | R2:31.8（33.6）   | -0.3 | 0福永祐一     | 57        | ムイトオブリガード     | 442         |
| 0000.11.24 | 東京   | ジャパンC            | GI       | 芝2400m（重） | 15    | 5     | 9     | 015.40（6人）   | 10着 | R2:27.3（36.9）   | -1.4 | 0L.デットーリ | 57        | スワーヴリチャード     | 440         |

- タイム欄のRはレコード勝ちを示す

## 血統表
| ルックトゥワイスの血統                     | ルックトゥワイスの血統                               | ルックトゥワイスの血統    | （血統表の出典）          | （血統表の出典）  |
| 父系                                       | サンデーサイレンス系                                 | サンデーサイレンス系      | サンデーサイレンス系      | [ § 2 ]           |
| 父 ステイゴールド 1994 黒鹿毛              | 父の父*サンデーサイレンス Sunday Silence 1986 青鹿毛 | Halo                      | Hail to Reason            | Hail to Reason    |
| 父 ステイゴールド 1994 黒鹿毛              | 父の父*サンデーサイレンス Sunday Silence 1986 青鹿毛 | Halo                      | Cosmah                    |                   |
| 父 ステイゴールド 1994 黒鹿毛              | 父の父*サンデーサイレンス Sunday Silence 1986 青鹿毛 | Wishing Well              | Understanding             | Understanding     |
| 父 ステイゴールド 1994 黒鹿毛              | 父の父*サンデーサイレンス Sunday Silence 1986 青鹿毛 | Wishing Well              | Mountain Fiower           |                   |
| 父 ステイゴールド 1994 黒鹿毛              | 父の母ゴールデンサッシュ 1988 栗毛                   | *ディクタス               | Sanctus                   | Sanctus           |
| 父 ステイゴールド 1994 黒鹿毛              | 父の母ゴールデンサッシュ 1988 栗毛                   | *ディクタス               | Dronic                    |                   |
| 父 ステイゴールド 1994 黒鹿毛              | 父の母ゴールデンサッシュ 1988 栗毛                   | ダイナサッシュ            | *ノーザンテースト         | *ノーザンテースト |
| 父 ステイゴールド 1994 黒鹿毛              | 父の母ゴールデンサッシュ 1988 栗毛                   | ダイナサッシュ            | *ロイヤルサッシュ         |                   |
| 母 *エスユーエフシー Esyoueffcee 1998 鹿毛 | 母の父Alzao 1980 鹿毛                                | Lyphard                   | Northern Dancer           | Northern Dancer   |
| 母 *エスユーエフシー Esyoueffcee 1998 鹿毛 | 母の父Alzao 1980 鹿毛                                | Lyphard                   | Goofed                    |                   |
| 母 *エスユーエフシー Esyoueffcee 1998 鹿毛 | 母の父Alzao 1980 鹿毛                                | Lady Rebecca              | Sir Ivor                  | Sir Ivor          |
| 母 *エスユーエフシー Esyoueffcee 1998 鹿毛 | 母の父Alzao 1980 鹿毛                                | Lady Rebecca              | Pocahontas                |                   |
| 母 *エスユーエフシー Esyoueffcee 1998 鹿毛 | 母の母Familiar 1986 栗毛                             | Diesis                    | Sharpen Up                | Sharpen Up        |
| 母 *エスユーエフシー Esyoueffcee 1998 鹿毛 | 母の母Familiar 1986 栗毛                             | Diesis                    | Doubly Sure               |                   |
| 母 *エスユーエフシー Esyoueffcee 1998 鹿毛 | 母の母Familiar 1986 栗毛                             | Lost Virtue               | Cloudy Dawn               | Cloudy Dawn       |
| 母 *エスユーエフシー Esyoueffcee 1998 鹿毛 | 母の母Familiar 1986 栗毛                             | Lost Virtue               | Aunt Tilt                 |                   |
| 母系(F-No.)                                | 8号族(FN:8-h)                                        | 8号族(FN:8-h)             | 8号族(FN:8-h)             | [ § 3 ]           |
| 5代内の近親交配                            | Northern Dancer5×4＝9.38%                            | Northern Dancer5×4＝9.38% | Northern Dancer5×4＝9.38% | [ § 4 ]           |
| 出典                                       | 1. 2. 3. 4.                                          | 1. 2. 3. 4.               | 1. 2. 3. 4.               | 1. 2. 3. 4.       |

- 母エスユーエフシーはアイルランド産で未出走[13]。
- 半兄に大阪城ステークス(OP)など5勝を挙げたミッキーパンプキン（父ダンスインザダーク）がいる[13]。